# مقاطعة هال (جورجيا)
مقاطعة هال (بالإنجليزية: Hall County)‏ هي إحدى المقاطعات في ولاية جورجيا في الولايات المتحدة الأمريكية.